# Whiteshell River

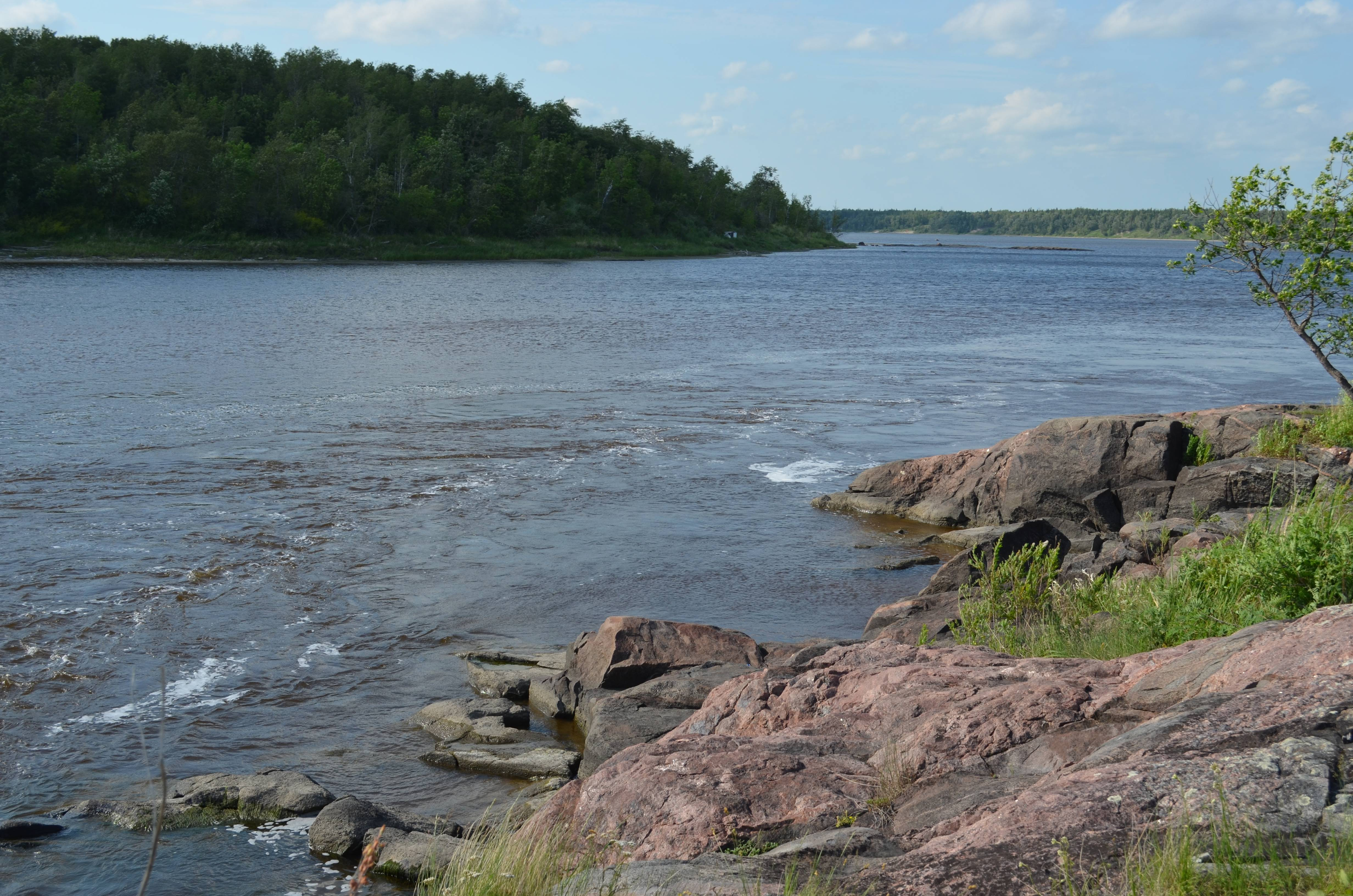
Whiteshell River (2018)

Der Whiteshell River ist ein linker Nebenfluss des Winnipeg River im Südosten der kanadischen Provinz Manitoba und im äußersten Südwesten von Ontario.
Der Whiteshell River hat seinen Ursprung im Winnetka Lake in Ontario unweit der Provinzgrenze. Er fließt anfangs in westlicher Richtung nach Manitoba zum Impaktkratersee West Hawk Lake. Dabei durchfließt er die beiden kleineren Seen Moth Lake und Royal Lake. Innerhalb von Manitoba liegt der Flusslauf des Whiteshell River vollständig im Whiteshell Provincial Park. Der Fluss verlässt den West Hawk Lake in nördlicher Richtung. Er durchfließt eine Reihe weiterer Seen (Caddy Lake, South Cross Lake, North Cross Lake, Sailing Lake, Lone Island Lake, Jessica Lake, White Lake, Betula Lake, Heart Lake), bevor er 10 km unterhalb von Slave Falls in den Winnipeg River mündet. Mehrere der vom Whiteshell River durchflossenen Seen sind abflussreguliert.
Der Whiteshell River hat eine Länge von ungefähr 100 km. Am Pegel unterhalb des Jessica Lake beträgt sein mittlerer Abfluss 3,8 m³/s. Das Einzugsgebiet an dem Pegel umfasst 884 km².